# Giallo selettivo
Il giallo selettivo è il colore utilizzato, oramai piuttosto raramente, per i fanali antinebbia di molti veicoli. In Francia fino al 1993 l'uso del giallo selettivo era obbligatorio, sia per i fari anteriori del veicolo che per quelli antinebbia.

## Descrizione
Lo scopo del giallo selettivo è quello di migliorare la visibilità rimuovendo dalla luce proiettata le componenti dello spettro visibile ad alta frequenza quali il blu e il violetto. L'apparato visivo umano infatti ha difficoltà nel processare correttamente tali frequenze e ciò è causa di fenomeni di abbagliamento in presenza di pioggia, nebbia o neve. La rimozione della componente blu-violetta dal fascio luminoso per ottenere la colorazione "giallo selettivo" causa perdite da filtraggio dell'ordine del 15%, tuttavia l'effetto di tale riduzione è compensato dall'incremento del contrasto visivo in presenza di cattive condizioni meteorologiche. Uno svantaggio del giallo selettivo è il più difficile riconoscimento degli oggetti a causa dei colori sfalsati rispetto ad un'illuminazione bianca.

## Galleria d'immagini

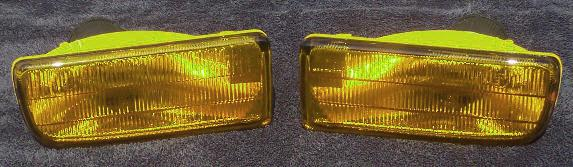
Fari antinebbia di colore giallo selettivo
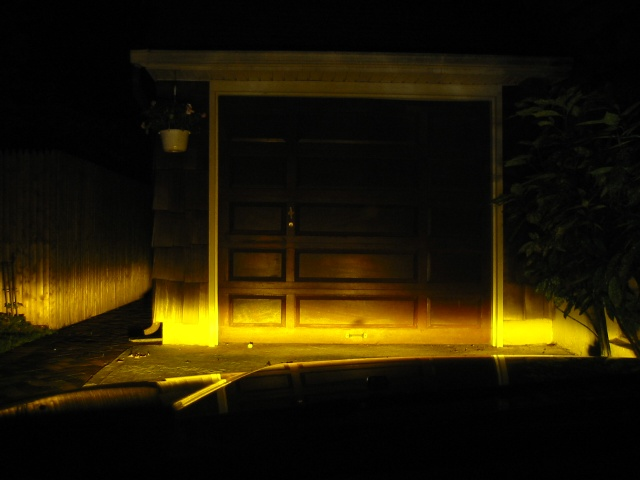
Fascio luminoso prodotto da fendinebbia gialli